# Claudia Schoppmann
Claudia Schoppmann (née le 17 février 1958 à Stuttgart ) est une historienne, chercheuse et écrivaine allemande.
Dans le cadre de ses recherches, elle étudie la politique nazie, la résistance allemande au nazisme, le lesbianisme et les femmes exilées.
Claudia Schoppmann est elle-même lesbienne, et a écrit plusieurs livres sur les thematiques liées aux personnes LGBT,.

## Formation
Claudia Schoppmann a étudié l'histoire, la communication et la langue allemande, d'abord à l'Université de Münster puis à l'université de Berlin-Ouest.
Elle obtient un doctorat en histoire moderne à l'Université technique de Berlin.
Claudia Schoppmann effectue un stage au musée des États-Unis du mémorial de l'Holocauste en tant que chercheuse associée au Centre de recherche sur l'antisémitismede Berlin (Zentrum für Antisemitismusforschung) où elle travaille sur le sujet de solidarité juive en Allemagne face à la potlitique nazie de la Seconde Guerre mondiale.
En 1990, elle termine ses études universitaires et publie ses travaux sur la politique nazie et le lesbianisme dans l'ouvrage Nationalsozialistische Sexualpolitik und weibliche Homosexualität ("La position des femmes lesbiennes à l'époque nazie").

## Prix
- Prix "Rosa Courage" obtenu à Osnabrück (1997)

## Œuvres
- (de) Claudia Schoppmann, Nationalsozialistische Sexualpolitik und weibliche Homosexualität, 1997 (ISBN 3-89085-538-5).
- (de) Claudia Schoppmann, Im Fluchtgepäck die Sprache - Deutschsprachige Schriftstellerinnen im Exil, 1995 (ISBN 3-596-12318-6).
- (de) Claudia Schoppmann, Zeit der Maskierung - Lebensgeschichten lesbischer Frauen im "Dritten Reich, 1998 (ISBN 3-596-13573-7).
- (de) Claudia Schoppmann, Nach der Shoa geboren. Jüdische Frauen in Deutschland, 2001 (ISBN 3-88520-529-7).
- (de) Claudia Schoppmann, Verbotene Verhältnisse, 1999 (ISBN 3-89656-038-7).
- (de) Claudia Schoppmann, Der Skorpion. Frauenliebe in der Weimarer Republik (ISBN 3-89656-038-7).
- (de) Claudia Schoppmann, Der homosexuellen NS-Opfer gedenken, 1999 (ISBN 3-927760-36-6).
- (de) Claudia Schoppmann, Ich fürchte die Menschen mehr als die Bomben. Aus den Tagebüchern von drei Berliner Frauen 1938-1946, 1996 (ISBN 3-926893-30-3).
- (de) Claudia Schoppmann, 1930-1950 Zeitzeugen aus Demokratie und Diktatur. Leben zwischen Anpassung und Widerstand, 2002 (ISBN 3-930998-25-4).